# Prom Wars
Prom Wars es una comedia con Ricky Ullman, Shawkat Alia, Rachelle Lefevre, Wright y Nicholas.

## Reparto
- Ricky Ullman como Percy Collins
- Alia Shawkat como Diana Riggs
- Rachelle Lefevre como Sabina
- Nicolas Wright como Joseph
- Kevin Coughlin como Geoffrey
- Chad Connell como Rupert
- Jesse Rath como Francis
- Yann Bernaquez como Hamish
- Cory Hogan como Jasper
- Noah Bernett como Kyle
- Alexandra Cohen como Maggie
- Meaghan Rath como Jen L.
- Mélanie St-Pierre como Jen Bergman
- Daniel Rindress-Kay como Northrop
- Keenan MacWilliam como Meg

## Argumento
La clase que se graduó en Miss Aversham y escuela de la señorita Cronstall para niñas descubren que tienen en desafío a las leyes naturales de la probabilidad - todo florecido al mismo tiempo. Aprovechando su condición única, y la intención de enseñar a los niños de la escuela secundaria para niñas NUNCA tomar por sentado, que lanzar un desafío a los chicos de las escuelas privadas rivales Easthill de Selby, y Lancaster. El ganador en una serie de competiciones designadas se otorgarán derechos exclusivos de las niñas como las fechas de fiesta. Al igual que los dioses caprichosos y entrometidos de la mitología griega, las chicas ACS enfrentar a las escuelas de los chicos entre sí en una guerra (secreto) Prom.
Prom Wars
Dirigida por Phil Price
Producido por Brandi-Ann Milbradt
Escrito por Myles Hainsworth
Protagonizada por Raviv Ullman
alia Shawkat
Rachelle Lefevre
Nicolas Wright
Fecha (s)
```
    9 de mayo 2008
```

País Canadá
Idioma Inglés
Presupuesto 3,5 millones dólares canadienses [1]
```
    ^ "El objetivo de Cineastas por diversión". canada.com. 29/05/2006. Consultado el 29 de septiembre de 2012.
```